# Über die Reitkunst
Über die Reitkunst (altgriech.: Περὶ ἱππικῆς) ist eine ca. 350 v. Chr. von Xenophon verfasste Reitlehre.
Die von Xenophon verfassten Grundsätze über die Ausbildung des Pferdes sowie des Reiters haben bis heute Gültigkeit. Xenophon forderte dazu auf, das Pferd als Partner zu sehen und dementsprechend zu behandeln. Das Pferd musste gut behandelt werden, da man sich im Krieg und in Notsituationen zu hundert Prozent darauf verlassen können musste. Xenophon lehnte Gewalt beim Umgang mit dem Pferd strikt ab; Belohnung war für ihn die wichtigste Ausbildungshilfe. In insgesamt zwölf Kapiteln beschreibt Xenophon detailliert, was in jedem Bereich des Pferdebesitzes zu beachten ist. So schreibt er beispielsweise, auf was man beim Kauf eines Fohlens oder trainierten Pferdes beachten muss, was bei der Gestaltung des Stalls und Auslaufs wichtig ist und wie man das Pferd, aber auch den Reiter, bestmöglich für den Kampf schützt. Der vierzehnte und damit letzte Paragraph des letzten Kapitels des Werkes ist in der Überlieferung stark umstritten.
Die Reitlehre behandelt die Ausbildung für den Krieg (sowohl des Reiters als auch des Pferdes), aber viele Grundsätze sind eins zu eins auf die heutige Zeit übertragbar.